# 宗清寺 (中野区)
宗清寺（そうせいじ）は、東京都中野区にある曹洞宗の寺院。

## 概要
元和年間（1615年～1624年）に開山された。元々は現在の東京都港区三田に位置していた。1907年（明治40年）、東京府東京市牛込区原町（現・東京都新宿区原町）にあった「松雲寺」と牛込区喜久井町（現・新宿区喜久井町）にあった「浄泉寺」が合併し、「松雲寺」と改称して現在地に移転した。遅れて1913年（大正2年）に当寺が移転・合併し、「宗清寺」に改称した。

## 白翁大黒天
当寺には「白翁大黒天」と呼ばれる大黒天像がある。この像は日蓮の作とされ、鎌倉の建長寺にあったものだが、火事に遭った際に近江国伊香郡に飛び、後に福岡藩の藩主となる黒田氏の手に渡り、黒田長政の代になって当寺に奉納されたものである。当寺の別名の「なが寺」は「長政（ながまさ）の寺」の意といわれている。

## 墓所
- 水野忠徳（旗本）

## 交通アクセス
- 東中野駅より徒歩9分。